# Cölln (Adelsgeschlecht)

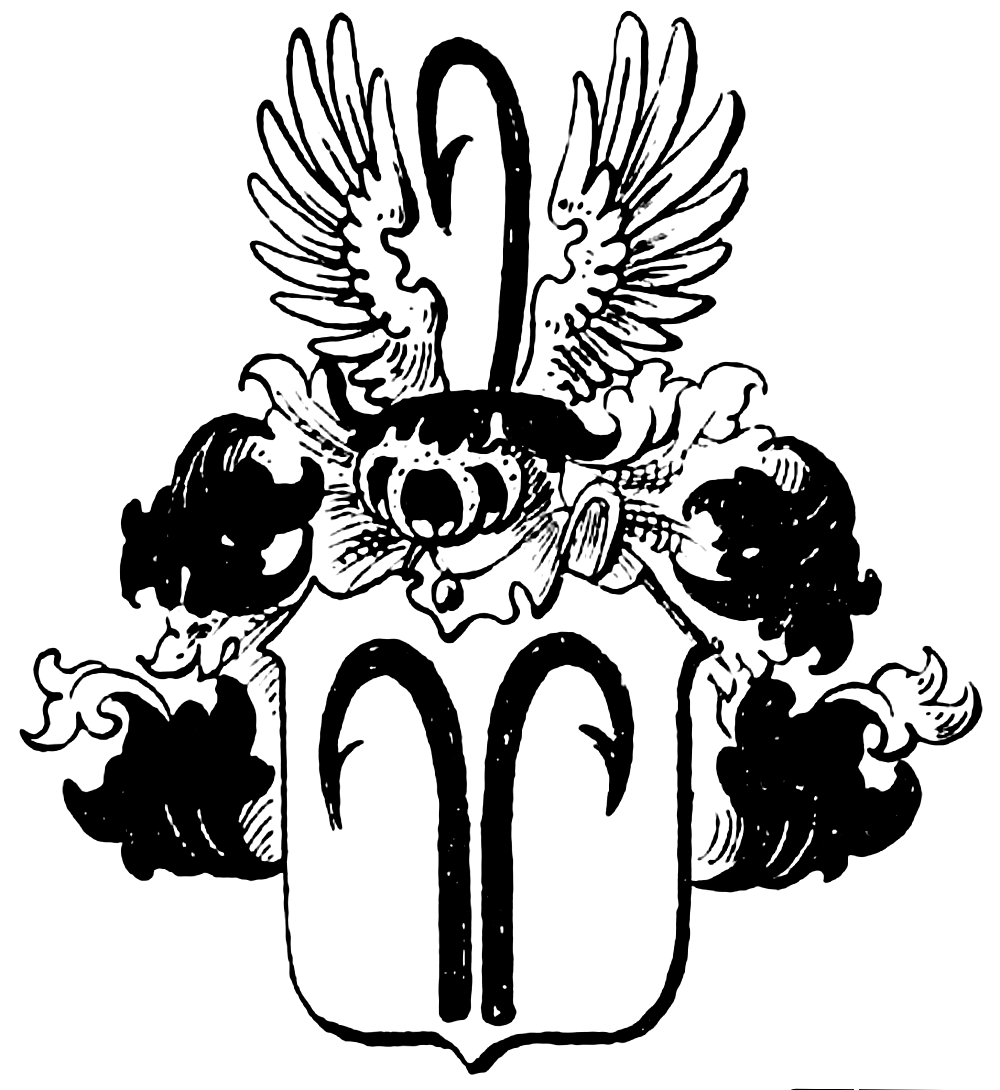
Wappen derer von Cölln

Die von Cölln, auch Colne, Colonia, Cöllen, Collen, Cölln (auch mit K geschrieben), waren ein mecklenburgisches Adelsgeschlecht.

## Geschichte
Die Cölln kamen mit Heinrich dem Löwen etwa 1166 bis 1177 nach Mecklenburg. Sie waren keine Locatoren, sondern Hof- und Kriegsleute. 1237 erbauen sie eine kleine Burg als Rittersitz an der Nebel zwischen Güstrow und Krakow. Sie gaben diesem Platz ihren Namen Cölln, dem heutigen Ort Kölln.
1229 findet die erste Landesteilung in Mecklenburg statt und 1230 führte Fürst Nicolaus I. seine ersten Amtshandlungen durch. Der erste namentlich bekannte ist Heinrich de Colne, der zum Hofstaat des Fürsten gehörte. Da er auch 1237 zu Lüdershagen genannt wird, dürften die von Cölln dieses Kirchdorf zumindest mit begründet haben. Der Baubeginn der alten Feldsteinkirche wird auf das frühe 13. Jahrhunderts geschätzt.
Die von Cölln gehören zum mecklenburgischen Uradel. Sie bilden eine typische Einstrangfamilie, die den einmal gewählten Heimatbereich nicht mehr verlässt und ist 1660 im Mannesstamm erloschen. Der Hauptwohnsitz der Familie befand sich in Groß Grabow und Lüdershagen.
1271 war Henricus de Colonia auf Cölln und Lüdershagen, ab 1280 auch auf Hoppenrade und Groß Grabow. 1289 wurde er als Ritter mit der ersten Wappendarstellung genannt. Am 15. Dezember 1274 bestätigte er als Zeuge von Fürst Nikolaus das Privilegium des Klosters Dobbertin und die von seinen Vorfahren gemachte Stiftung. Am 10. Juli 1339 bewilligte Brüning von Cölln die Verpfändung von zwölf Mark Hebungen aus seiner Mühle zu Cölln durch seinen Vetter Johann an das Kloster Malchow. 1382 war er Rat des Fürsten Johannes I. von Werle. Am 25. März 1349 schenkte Johann von Cölln dem Hospital St. Georg vor Güstrow vierzehn Mark Hebungen aus Sarmstorf.
Johann von Cölln war 1404 Archidiakon des Schweriner Bischofs Rudolf von Mecklenburg-Stargard und wurde 1407 als Pastor von St. Marien zu Stralsund von den Stralsundern beim Papenbrand thom Sunde auf dem Scheiterhaufen verbrannt.

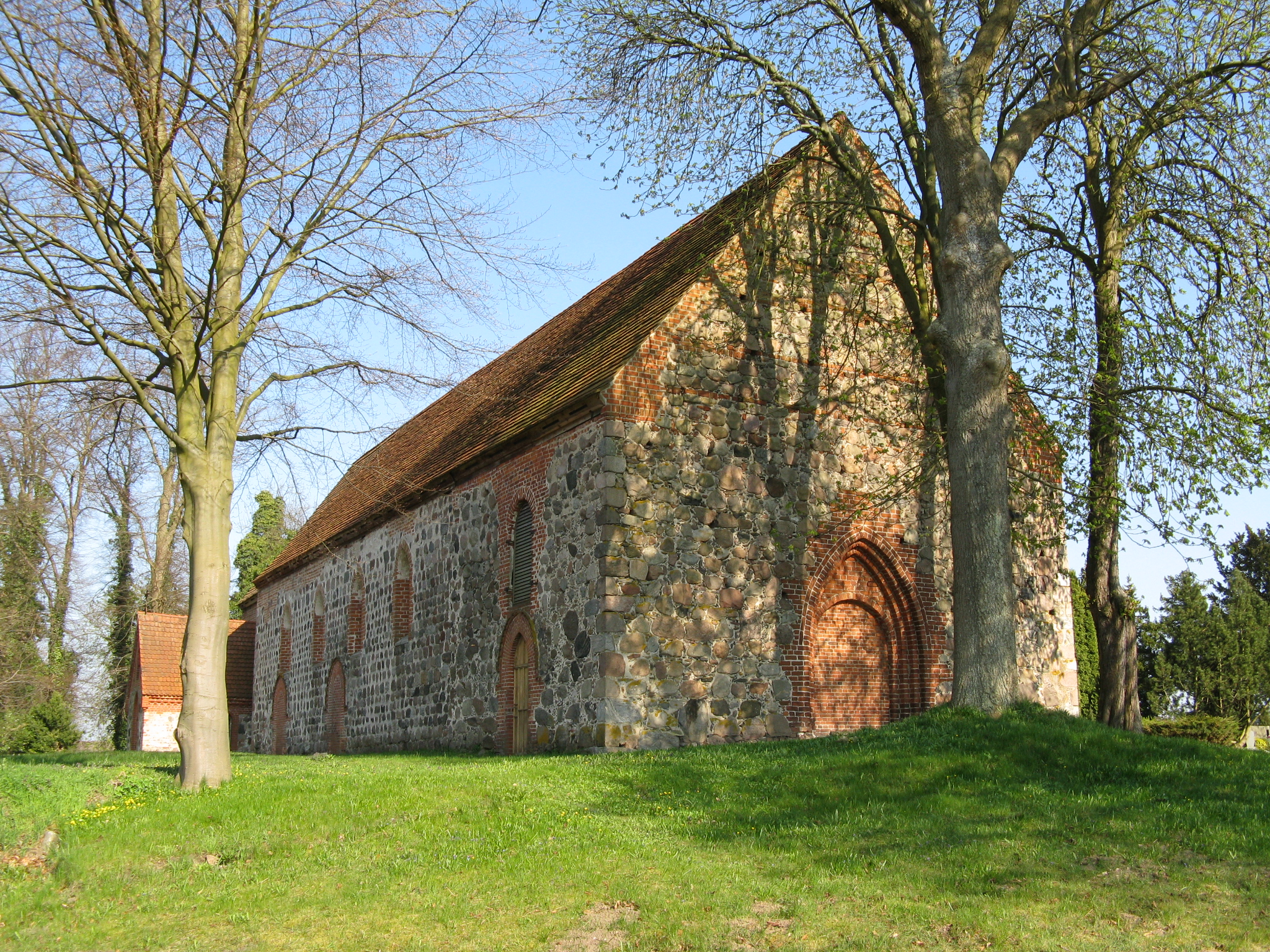
Dorfkirche Lüdershagen (2009)

Am 23. April 1403 schenkte Gerd von Cöllen (van Colne), wohnhaft in Lüdershagen, der Priorin und dem ganzen Konvent des Klosters Dobbertin sechs Mark Lübisch Rente aus seiner Mühle zu Cölln. Am 30. September 1406 wiederholte er die Schenkung. Am 6. November 1446 gab Yo van Colne der Priorin zu Dobbertin Anna Wamekew und Ghese Dessyn 100 Mark Lübisch, um das Gut zu Colne von allen Ansprüchen des Klosters zu befreien.
Nach 1457 war Gehse Caterina von Cölln als Nonne im Kloster Dobbertin.
1502 gab Joachim von Cölln auf Lüdershagen und Hoppenrade dem Kloster Dobbertin 100 Gulden. 1510 gab Hans von Cölln auf Lüdershagen und Hoppenrade dem Kloster Dobbertin mehrmals testamentarisch Geld.
An der Unterzeichnung der Union der Stände 1523 nahmen die Brüder Gerd auf Groß Grabow und Igen von Cölln auf Cölln teil. Christoph von Cölln, geb. 1517, auf Cölln, Groß Grabow, Klein Grabow, Lüdershagen, Hoppenrade, Pfandherr auf Prützen und herzoglich-mecklenburgischer Landrat, Patron zu Lüdershagen heiratete 1553 Leveke von Bülow auf Wedendorf. Sie hatten zehn Kinder und mit Christoph erreichte die Familie ihre größte Machtposition. Sein 1515 geborener Bruder Hans von Cölln auf Groß Grabow nahm 1550 an der Belagerung von Magdeburg teil und starb am 17. März 1580 in Groß Grabow. Sein Grabstein mit Relieffigur des Verstorbenen befindet sich in der Kirche zu Lüdershagen. Zu sehen ist ein geharnischter Ritter in Lebensgröße mit gefalteten Händen, rechts neben sich ein Schwert, links den Helm. Unter dem Ritter das Wappen derer von Cöllen mit dem Buchstaben H. V. K.
Die nur zum Teil noch lesbare Inschrift lautet: Anno 1580 DEN 17 MAR IS DE EDLE ERENFESTE HANS V KOLLEN G .... GNEDICH SI .... SIN LEVENT. GEENDICH VN GEFRI ...
Am 25. Juli 1660 starb Joachim von Cölln ohne leibliche Erben. Ein Gerd von Cölln wurde 1677 in Rostock erwähnt.

### Besitzungen
Die Besitzungen der von Cölln befanden sich ziemlich zusammenhängend zwischen Güstrow und Krakow am See mit meist sehr guten Böden.
- Cölln/Hoppenrade, 712 ha, 1237–1667 mit Wassermühle
- Lüdershagen, 463 ha, 1237–1663 mit Kirche
- Groß Grabow, 665 ha, 1280–1667
- Klein Grabow, 432 ha, 1550–1667

## Wappen
Das Wappen zeigt in Silber zwei nebeneinander aufwärts nach außen gekehrte schwarze Angelhaken. Auf dem Helm mit schwarz-silbernen Decken ein Angelhaken zwischen einem offenen silbernen Flug.

## Namensträger
- Heinrich de Colne, 1237 Hofmann beim Fürsten Nikolaus I. von Werle, 1237 Erbauer der Burg Coln und auf Lüdershagen.
- Henricus de Colonia, 1271 erste Wappendarstellung (Siegel), auf Cölln, Lüdershagen, ab 1280 Hoppenrade, Gross Grabow, bestätigt 1274 dem Kloster Dobbertin eine Stiftung.
- Hinrich von Cölln, 1403–1462 auf Gross Grabow und Cölln, Knappe.
- Gerd von Cölln auf Gross Grabow, vor 1482, Unterzeichner der Stände 1582.
- Igen von Cölln auf Cölln, vor 1483, Unterzeichner der Stände 1582.
- Christoph von Cölln, 1517–1596, auf Cölln, Gross und Klein Grabow, Lüdershagen, Hoppenrade, herzoglich-mecklenburgischer Landrat und Patron zu Lüdershagen.
- Wilhelm von Cölln, preußischer Generalleutnant
- Georg von Cölln, 1906 Genealogische Studien über die Familie von Cölln in Mecklenburg.[16]

### Gedruckte Quellen
- Mecklenburgisches Urkundenbuch (MUB)
- Mecklenburgische Jahrbücher (MJB)

### Ungedruckte Quellen
- Landeshauptarchiv Schwerin (LHAS)
  - LHAS 1.5-4/3 Urkunden Kloster Dobbertin.
  - LHAS Familiengeschichtliche Sammlung von Behr, Nr. 83 Cöllen (Cölln, Kölln), Freiherr von Rodde.
  - LHAS 2.12-3/2 Klöster und Ritterorden, Dobbertin. Verzeichnis der in den Urkunden gefundenen Geschlechternamen  sowie der Priorinnen und Klosterjungfrauen zu Dobbertin, 1491–1560.
- Landeskirchliches Archiv Schwerin (LKAS)
  - LKAS, OKR Schwerin, Pfarrarchiv Lüdershagen, Nr. 41 Chronik der eingesessenen Geschlechter.